# John van Buren

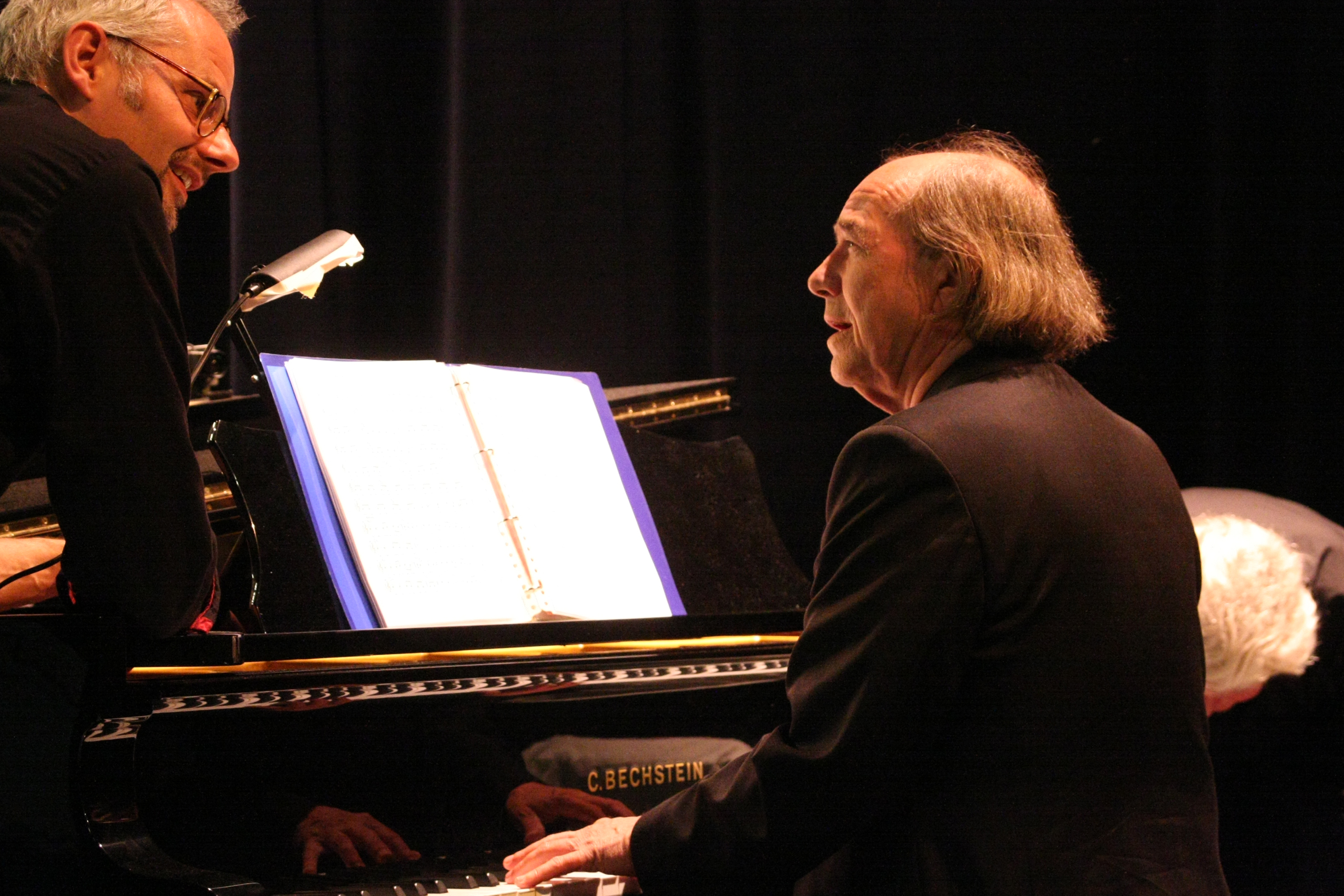
John van Buren in gesprek met Jan Stavenuiter, in de Agnietenhof (Tiel)

John van Buren (Tiel, 9 januari 1951 – aldaar, 28 november 2012) was een Nederlandse componist, dirigent, musicus en tekstschrijver.

## Opleiding
Van Buren studeerde klarinet aan het Muzieklyceum van Arnhem en piano bij Jaap Spaanderman aan het Muzieklyceum van Amsterdam.

## Activiteiten
Van zichzelf zei Van Buren wel:
Op mijn vijfde was ik er al achter dat ik te lui was om te werken. Daarom koos ik voor de muziek.
Al in 1966 bracht hij een eerste single uit met Mother's Love, een voorloper van de psychedelische band The Dream. Van 1967 tot 1972 maakte hij met The Dream verscheidene binnen- en buitenlandse tournees, onder meer in het voorprogramma van Pink Floyd, The Kinks en Steppenwolf.
John van Buren had een grote invloed op het Tielse culturele leven. Als componist schreef hij verscheidene streekmusicals voor stichting Stallure.
Hij dirigeerde vele muziektheaterproducties in binnen- en buitenland. In 1975 schreef hij de muziek voor een liederenprogramma van de dichter Willem Nijland, later onder meer voor toneelgezelschap De Nieuwe Komedie, Peter Faber en het radioprogramma "Met het oog op morgen". Hij begeleidde solisten in alle genres. Vanaf 2000 was hij de vaste begeleider van Willeke Alberti en cabaretière Karin Bruers. Voor Karin Bruers schreef hij de muziek voor de theatershows Bruers for President en We komen er wel en was hij de aangever van grappen. Ook voor de show Waar was ik? schreef hij de muziek maar door zijn overlijden speelt Bruers deze show zonder muzikant.
Ook trad hij geregeld op met zijn dochter, zangeres Kilke van Buren.
Van Buren gaf les aan het Tielse centrum voor kunstzinnige vorming De Plantage en was als pianist geregeld te zien in programma's van Omroep Gelderland, zoals Soundcheck en Quizcafé. Hij schreef recensies over theater en muziek voor de Tielsche Courant en later gedurende twintig jaar in een wekelijkse column voor dagblad De Gelderlander. Een jaar na zijn dood werden 61 van zijn columns gebundeld in het boekje 'Te gèèèeèk', uitgegeven door het Regionaal Archief Rivierenland.

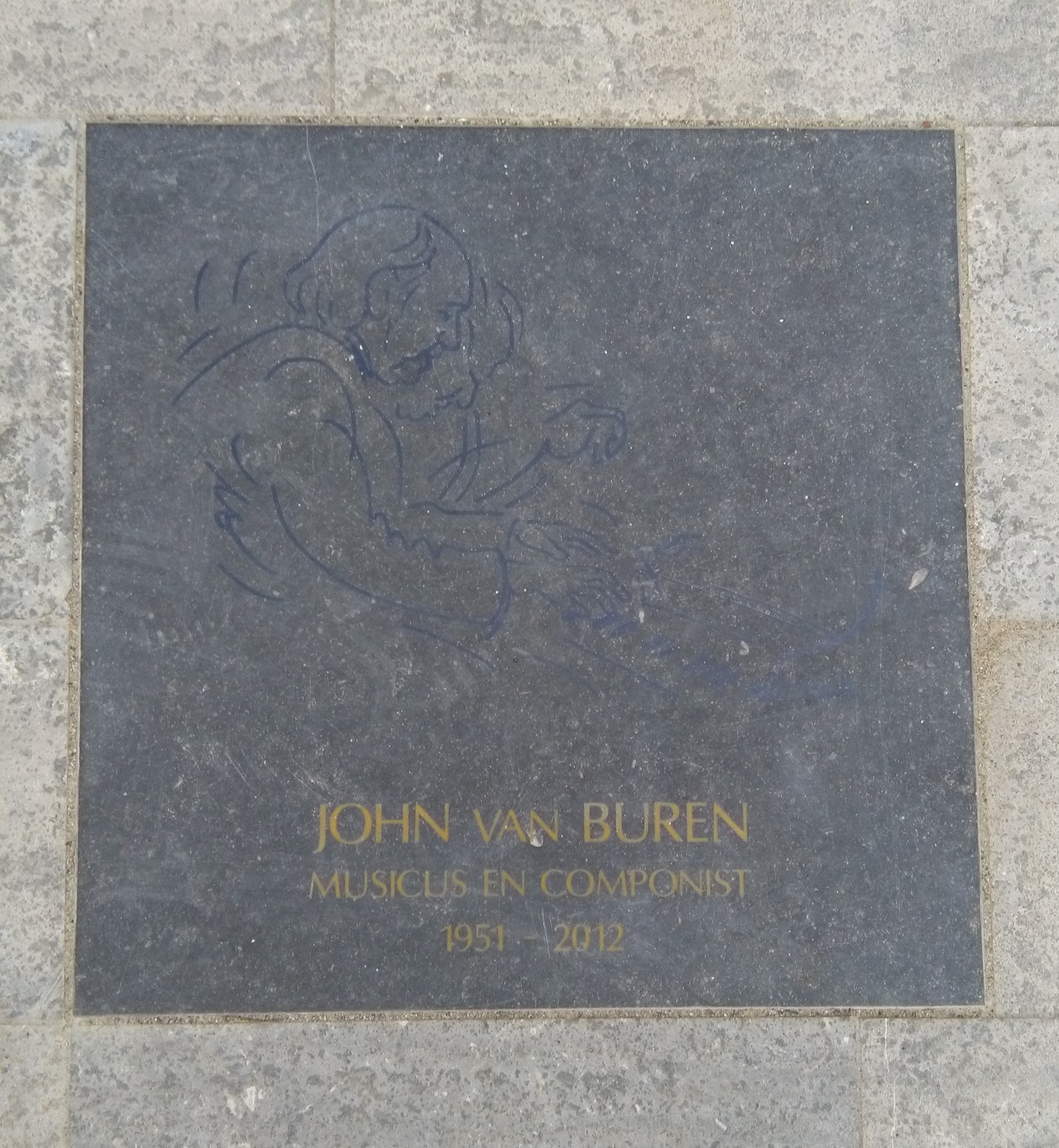
Plaquette op het John van Burenplein

John van Buren werd in 2001 tot ereburger van Tiel benoemd. Het plein bij cultuurcentrum Zinder kreeg de naam John van Burenplein. Op het plein is een hardstenen plaquette aangebracht, ontworpen door Guusje Kaayk.

## Selectie van werken (na 1975)
- Ongeveer zeshonderd liederen.
- Toneelmuziek bij onder meer Toppen van Geluk, In de Bruidsdagen van '37, De Heilige Johanna van de Slachthuizen, De Twee Wezen, Een Midzomernachtdroom, Mistero Buffo, De Zelfmoordenaar, Sarah en Leendert, Lucy’s Baby, Marat - De Sade en De Blauwe Vogel.
- Een oratorium voor piano (quatre-mains), houtblazers, gemengd koor, kinderkoor en solisten, gebaseerd op Maeterlincks De Blauwe Vogel.
- Muziektheaterproducties met de tekstschrijvers Michel Lafaille (Sarah en Leendert en Het Danslokaal), Willem Nijland (De Dijk en Met Lof van de Jury), Boudewijn Spitzen en Walter Post (Vremde Gaste), Ivo de Wijs en Pieter van der Waterbeemd (Meer dan brood alleen), Henk van den Hoofdakker (Irisz) en Fred Eggink (Verloren Vorst) en vijf kindermusicals.
- Muziek en tekst voor het kleinkunstprogramma Loop! (2008) en de musical KerstGeest (2010).[11]

- International Standard Name Identifier: 0000 0004 5905 6631
- MusicBrainz: 7b4fa8d1-434a-483f-b032-13709e58ffda
- Nederlandse Thesaurus van Auteursnamen: 406365059
- Virtual International Authority File: 7567147270434435700003
- WorldCat: E39PBJkhGG8DF9YHbxPkGDGj4q